# Bourgmestre-gouverneur de Berlin
Pour les articles homonymes, voir Bourgmestre (homonymie) et Gouverneur.
Le bourgmestre-gouverneur de Berlin (en allemand : Regierender Bürgermeister von Berlin) est le maire et le chef du gouvernement de la cité-État de Berlin. Élu par la Chambre des députés, il dirige le Sénat de Berlin.
Depuis le 27 avril 2023, le titulaire du poste est Kai Wegner (CDU). 

## Investiture

### Procédure
La Constitution de Berlin prévoit que le bourgmestre-gouverneur est élu à la majorité des voix exprimées par la Chambre des députés.

## Fonctions

### Chef du gouvernement
Selon la Constiution de Berlin, le Sénat exerce les pouvoirs gouvernementaux. Il regroupe l'ensemble des sénateurs en qualité de ministres pour la conduite des affaires régionales, dirigé par le bourgmestre-gouverneur. 
Berlin étant à la fois une commune et un Land, le bourgmestre-gouverneur a le statut de chef de gouvernement régional. Il fixe les orientations générales de la politique gouvernementale avec l’accord de la Chambre des députés, dirige les travaux, nomme et révoque les membres du Sénat qui comprend dix autres membres au plus. Deux sénateurs, qui sont ses suppléants, portent le titre de bourgmestre (en allemand : Bürgermeister). Jusqu'en 2006, chaque sénateur était individuellement élu par la Chambre des députés.

## Fin des fonctions

### Motion de censure
Il peut être renversé par le vote d'une motion de censure — destructive, contrairement au système fédéral — à la majorité absolue des députés.

## Résidence
La résidence officielle du bourgmestre-gouverneur est installée au Rotes Rathaus (littéralement en français : « l'hôtel de ville rouge »), sis dans le quartier central de Mitte et qui accueille également la chancellerie, soit les services du bourgmestre-gouverneur.

## Historique des titulaires
| Nom              | Nom                    | Parti | Dates                                                           | Sénat       | Majorité  |
| ---------------- | ---------------------- | ----- | --------------------------------------------------------------- | ----------- | --------- |
| Berlin-Ouest     |                        |       |                                                                 |             |           |
|                  | Ernst Reuter           | SPD   | 7 décembre 1948 – 29 septembre 1953 (4 ans, 9 mois et 22 jours) | Reuter      | 127 / 127 |
|                  | Walther Schreiber      | CDU   | 22 octobre 1953 – 11 janvier 1955 (1 an, 2 mois et 20 jours)    | Schreiber   | 66 / 127  |
|                  | Otto Suhr              | SPD   | 11 janvier 1955 – 30 août 1957 (2 ans, 7 mois et 19 jours)      | Suhr        | 108 / 127 |
|                  | Franz Amrehn a.i.      | CDU   | 30 août – 3 octobre 1957 (1 mois et 3 jours)                    | Suhr        | 108 / 127 |
|                  | Willy Brandt           | SPD   | 3 octobre 1957 – 1er décembre 1966 (9 ans, 1 mois et 28 jours)  | Brandt I    | 108 / 127 |
| Brandt II        | Willy Brandt           | SPD   | 3 octobre 1957 – 1er décembre 1966 (9 ans, 1 mois et 28 jours)  | 133 / 133   |           |
| Brandt III       | Willy Brandt           | SPD   | 3 octobre 1957 – 1er décembre 1966 (9 ans, 1 mois et 28 jours)  | 99 / 140    |           |
|                  | Heinrich Albertz       | SPD   | 1er décembre 1966 – 19 octobre 1967 (10 mois et 18 jours)       | 99 / 140    | Albertz I |
| Albertz II       | Heinrich Albertz       | SPD   | 1er décembre 1966 – 19 octobre 1967 (10 mois et 18 jours)       | 90 / 137    |           |
|                  | Klaus Schütz           | SPD   | 19 octobre 1967 – 2 mai 1977 (9 ans, 6 mois et 13 jours)        | 90 / 137    | Schütz I  |
| Schütz II        | Klaus Schütz           | SPD   | 19 octobre 1967 – 2 mai 1977 (9 ans, 6 mois et 13 jours)        | 73 / 138    |           |
| Schütz III       | Klaus Schütz           | SPD   | 19 octobre 1967 – 2 mai 1977 (9 ans, 6 mois et 13 jours)        | 78 / 147    |           |
|                  | Dietrich Stobbe        | SPD   | 2 mai 1977 – 23 janvier 1981 (3 ans, 8 mois et 21 jours)        | 78 / 147    | Stobbe I  |
| Stobbe II        | Dietrich Stobbe        | SPD   | 2 mai 1977 – 23 janvier 1981 (3 ans, 8 mois et 21 jours)        | 72 / 135    |           |
|                  | Hans-Jochen Vogel      | SPD   | 23 janvier – 11 juin 1981 (4 mois et 19 jours)                  | 72 / 135    | Vogel     |
|                  | Richard von Weizsäcker | CDU   | 11 juin 1981 – 9 février 1984 (2 ans, 7 mois et 29 jours)       | Weizsäcker  | 72 / 132  |
|                  | Eberhard Diepgen       | CDU   | 9 février 1984 – 16 mars 1989 (5 ans, 1 mois et 7 jours)        | Diepgen I   | 72 / 132  |
| Diepgen II       | Eberhard Diepgen       | CDU   | 9 février 1984 – 16 mars 1989 (5 ans, 1 mois et 7 jours)        | 81 / 144    |           |
|                  | Walter Momper          | SPD   | 16 mars 1989 – 3 octobre 1990 (1 an, 6 mois et 17 jours)        | Momper      | 72 / 138  |
| Berlin réunifiée |                        |       |                                                                 |             |           |
|                  | Walter Momper          | SPD   | 3 octobre 1990 – 24 janvier 1991 (3 mois et 21 jours)           | Momper      | 72 / 138  |
|                  | Eberhard Diepgen       | CDU   | 24 janvier 1991 – 16 juin 2001 (10 ans, 4 mois et 23 jours)     | Diepgen III | 177 / 241 |
| Diepgen IV       | Eberhard Diepgen       | CDU   | 24 janvier 1991 – 16 juin 2001 (10 ans, 4 mois et 23 jours)     | 142 / 206   |           |
| Diepgen V        | Eberhard Diepgen       | CDU   | 24 janvier 1991 – 16 juin 2001 (10 ans, 4 mois et 23 jours)     | 118 / 169   |           |
|                  | Klaus Wowereit         | SPD   | 16 juin 2001 – 11 décembre 2014 (13 ans, 5 mois et 25 jours)    | Wowereit I  | 60 / 169  |
| Wowereit II      | Klaus Wowereit         | SPD   | 16 juin 2001 – 11 décembre 2014 (13 ans, 5 mois et 25 jours)    | 77 / 141    |           |
| Wowereit III     | Klaus Wowereit         | SPD   | 16 juin 2001 – 11 décembre 2014 (13 ans, 5 mois et 25 jours)    | 76 / 149    |           |
| Wowereit IV      | Klaus Wowereit         | SPD   | 16 juin 2001 – 11 décembre 2014 (13 ans, 5 mois et 25 jours)    | 86 / 149    |           |
|                  | Michael Müller         | SPD   | 11 décembre 2014 – 21 décembre 2021 (7 ans et 10 jours)         | 86 / 149    | Müller I  |
| Müller II        | Michael Müller         | SPD   | 11 décembre 2014 – 21 décembre 2021 (7 ans et 10 jours)         | 92 / 160    |           |
|                  | Franziska Giffey       | SPD   | 21 décembre 2021 - 27 avril 2023 (1 an, 4 mois et 6 jours)      | Giffey      | 92 / 147  |
|                  | Kai Wegner             | CDU   | depuis le 27 avril 2023 (1 an, 10 mois et 14 jours)             | Wegner      | 86 / 159  |